# Осе Мікельсен
Осе Мікельсен (норв. Åse Michaelsen) — норвезька політична діячка. Членкиня Партії прогресу, міністерка у справах літніх людей та громадського здоров'я з 2018 року. В даний час є представницею Вест-Агдера в Стортингу і вперше була обрана в 2005 році.
17 січня 2018 року отримала посаду міністрерки у справах літніх людей та громадського здоров'я у кабінеті Ерни Солберг.

## Учасниця комітетів парламенту
- 2005—2009 — членкиня комітету з питань церкви, освіти та досліджень.

- 2005—2009 — членкиня виборчої комісії.

- 2005—2009 — віцесекретарка парламенту Норвегії.